# Eohypopterygiopsis
Eohypopterygiopsis là một chi rêu trong họ Hypopterygiaceae.